# Rookworst

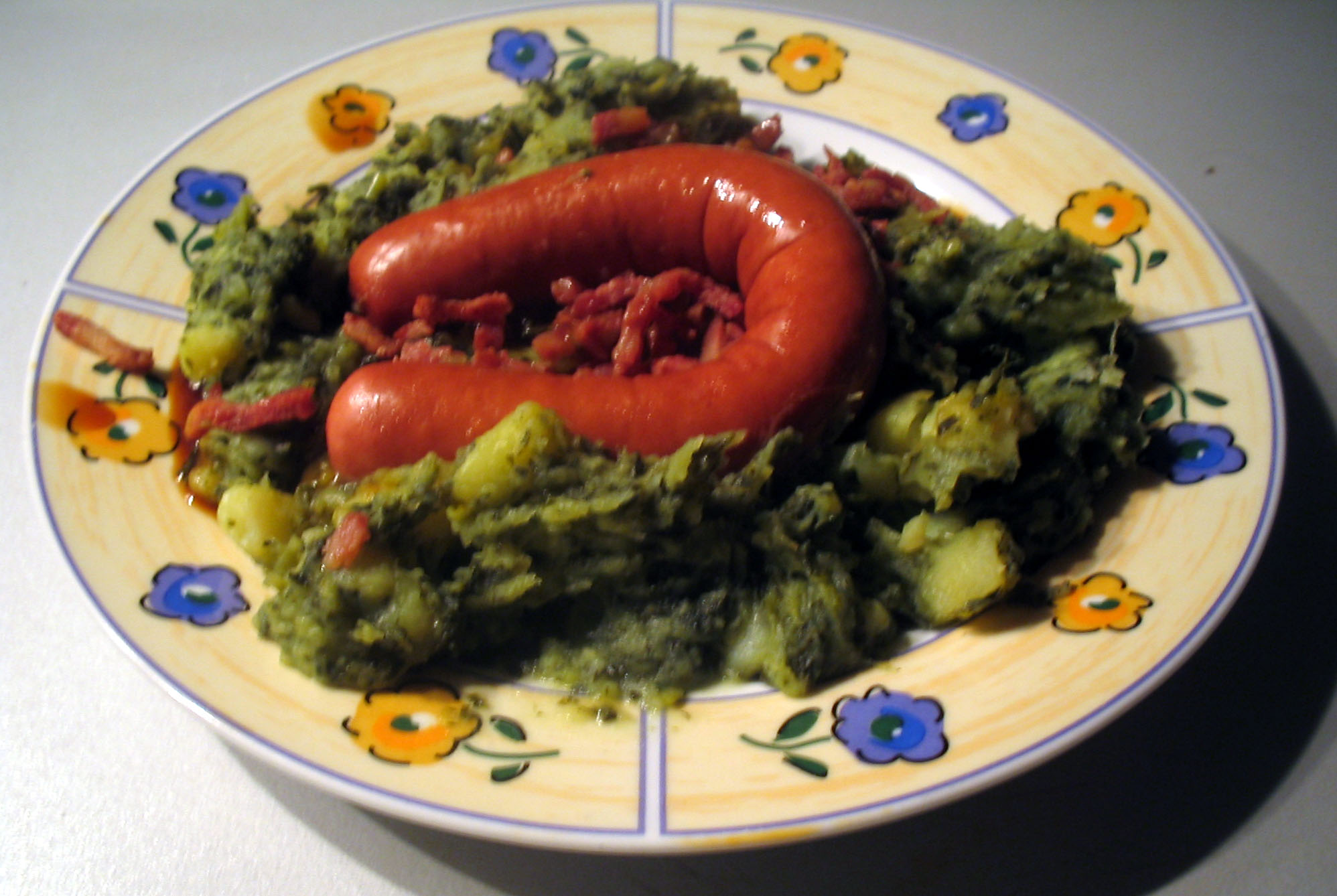
Boerenkoolstamppot met een rookworst

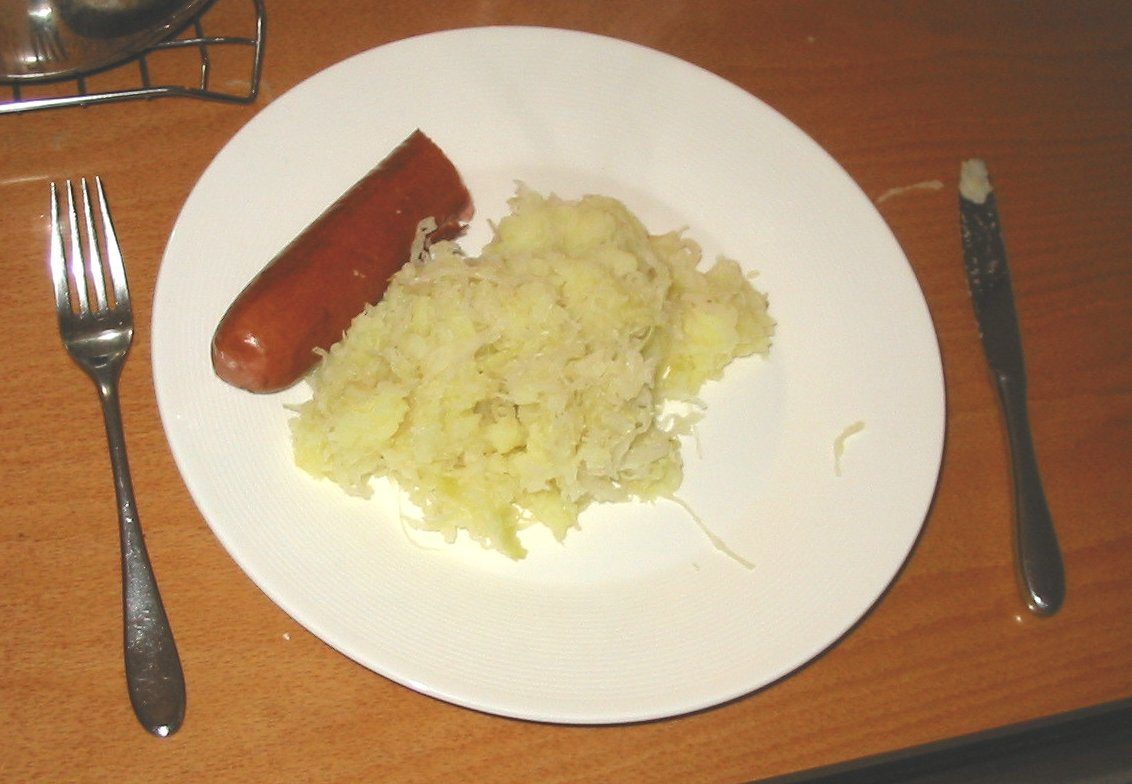
Zuurkool met een stuk rookworst

Rookworst of Gelderse rookworst is een traditioneel Nederlands product, waarbij een mengsel van gemalen vlees, specerijen en zout in een omhulsel wordt gestopt. De zo ontstane worst werd vervolgens gerookt om deze te conserveren.
Tegenwoordig rookt men dit vleesproduct meer vanwege de gewaardeerde smaak. Nog zeker 100 slagers produceren in Gelderland en Zuid-Holland ambachtelijke rookworst. Deze is herkenbaar aan een ingedroogde druppel aan het uiteinde van de worst.
Aangenomen wordt dat Gelderse rookworst in de achttiende eeuw furore begon te maken in Nederland. Het kookboek De Volmaakte Gelderse Keuken-Meid (1756) geeft uitvoerige aanwijzingen hoe men voor het roken van worst in de schoorsteen of rookkamer eiken- of beukenhout moet gebruiken. Gelderland, de enige provincie die in ruime mate over zulk hout kon beschikken, werd het meest vermaard om zijn rookworst. Rond 1900 rookte vrijwel iedere boer zelf de slacht in de schouw.
De rookworst is onlosmakelijk verbonden met Nederlandse gerechten, vooral met erwtensoep (snert) en stamppotten. Traditioneel werden worsten in de slachtmaand november gemaakt. En omdat november tevens de maand is dat boerenkool wordt geoogst, werd dit een klassieke combinatie. Geserveerd met mosterd wordt rookworst ook gegeten als borrelhap.

## Fabrieksrookworst
Een fabrieksrookworst is op een aantal punten anders dan een traditioneel bereide Gelderse rookworst. Onder andere Unox produceert deze rookworst die in de meeste supermarkten te koop is. Daarnaast brengt het ook de Hema-rookworsten op de markt. Deze is reeds in de fabriek gekookt en niet gerookt. Om de rooksmaak aan die rookworst te verkrijgen wordt gebruikgemaakt van rookaroma. Voor het omhulsel is ook niet een natuurlijke darm gebruikt. Deze is vervangen door rundercollageen. 

## Populariteit
Jaarlijks worden er in Nederland – vooral in en rondom de winter – zo’n 50 tot 60 miljoen rookworsten gegeten. Bij de Hema alleen worden er jaarlijks 10 miljoen verkocht.
In Arnhem wordt sinds 1974 elk jaar de Gelderse rookworst-verkiezing gehouden met deelnemers uit het gehele land.

## Varianten
Er zijn twee soorten rookworst:
- (meestal vacuüm verpakte) gekookte rookworst, die dus al gaar is en alleen maar opgewarmd hoeft te worden in heet water.
- rauwe rookworst (ook wel ambachtelijke of slagersrookworst genoemd). Deze is er in een fijne en een grove variant. Rauwe rookworst bevat gerookt rauw varkensvlees en moet nog gaar gemaakt worden. Vaak wordt bij deze variant nog gebruikgemaakt van natuurlijke darm in plaats van rundercollageen.

Daarnaast bestaan er varianten zoals; wild-, paarden-, runder-, kalkoen- en kiprookworsten, de laatste drie ook halal. Er bestaan tevens vegetarische varianten, met namen als roockworst en ookworst.